# François Auguste Victor Grignard
Victor Grignard (Cherbourg, França 1871 - Lió 1935) fou un químic i professor universitari francès guardonat amb el Premi Nobel de Química l'any 1912.

## Biografia
Va néixer el 6 de maig de 1871 a la ciutat francesa de Cherbourg. Fill d'un obrer de les drassanes de Cherbourg, estudià química a la Facultat de Ciències de la Universitat de Lió, on es doctorà l'any 1901 i exercí de professor fins al 1909. Aquell any fou nomenat professor a la Universitat de Nancy, càrrec que ocupà fins al 1919 any en el qual retornà de nou a Lió, i on s'estigué fins a la seva mort el 13 de desembre de 1935.
El 7 de juny de 1926 fou nomenat membre no resident de l'Acadèmia Francesa de Ciències.

## Recerca científica
Durant la Gran Guerra fou mobilitzat per l'exèrcit francès, sent encarregat en un primer moment de la vigilància de les vies de ferrocarrils, i posteriorment en la recerca química del fosgen i el gas mostassa. El seu descobriment més important fou el dels compostos organomagnesians, anomenats reactius de Grignard. Aquest descobriment proporcionà a la química orgànica un nou mètode de síntesi que es coneix com la reacció de Grignard.
El 1912 fou guardonat amb la meitat del Premi Nobel de Química pels seus estudis en la química dels alcohols mitjançant la reacció Grignard. L'altra meitat del premi recaigué en Paul Sabatier pel seu mètode d'hidrogenització de compostos orgànics en presència de metalls.
Sota la seva direcció, i amb grans aportacions pròpies, fou editat l'any 1935 el Traité de chimie organique (Tractat de química orgànica) de 23 volums.
Avui, el liceu de Cherbourg on va estudiar porta el seu nom.